# Marco Huck
Marco Huck (født 11. november 1984 som Muamer Hukić i Sjenica i Sandzak (Serbien))er en tysk professionel bokser af bosnisk oprindelse. Han er WBO Cruiserweight Verdensmester og nuværende nr. 1 i verdenplaceringen i denne vægtklasse.

## Karriere

### Kickboxing
Huck var før hans boksekarriere kickboxer, og trænede med Ulf Schmidt på Sports Palace Bielefeld. I en alder af 16 var han europæisk mester i kickboxing og derefter som 18-årig blev han den yngste verdensmester i kickboxing.

### Boksning
Herefter skiftede han til boksning og begyndte at træne på BC fremad Bielefeld. Han vandt alle sine 15 amatør kampe. I 2004 viste han sig i sparring for projektlederen Sauerland og blev professionel med Ulli Wegner som træner. Her viste han en aggressiv stil, god udholdenhed, styrke, en anstændig hage og en stærk vilje til at vinde, men et volatilt temperament og en særdeles beskidt kampstil gør ham til en kontroversiel karakter. Han kalder Mike Tyson for sin sportslige rollemodel. I opbygningen vandt han over amatørstjernerne Michael Simms og Claudio Rasco og havde sin første store kamp mod (bedømt i Ring Magazine) Pietro Aurino. Han er bedømt som # 7 af Ring Magazine, men blev KO'd i 12. runde af Steve Cunningham i Cunninghams første titel forsvar. Efter tabet mod Cunningham har han siden vundet seks lige kampe ved Knockout. Den 13. marts forsvarede han sin WBO mesterskabstitel ved at besejre sin modstander Adam Richards på TKO i 3. runde. 